# Landgericht Kemnath
Das Landgericht Kemnath war ein von 1803 bis 1879 bestehendes bayerisches Landgericht älterer Ordnung mit Sitz in Kemnath im heutigen Landkreis Tirschenreuth. Die Landgerichte waren im Königreich Bayern Gerichts- und Verwaltungsbehörden, die 1862 in administrativer Hinsicht von den Bezirksämtern und 1879 in juristischer Hinsicht von den Amtsgerichten abgelöst wurden.

## Geschichte
Im Jahr 1803 wurde im Verlauf der Verwaltungsneugliederung Bayerns das Landgericht Kemnath errichtet und dieses dem Mainkreis zugeschlagen, dessen Hauptstadt Bamberg war. Das Bezirksamt Kemnath wurde 1862 durch den Zusammenschluss der Landgerichte älterer Ordnung Erbendorf und  Kemnath gebildet. Das Landgericht Kemnath blieb als Gerichtsbehörde bestehen und wurde mit der Einführung des Gerichtsverfassungsgesetzes 1879 in Amtsgericht Kemnath umbenannt.